# Sự kiện Cash–Landrum

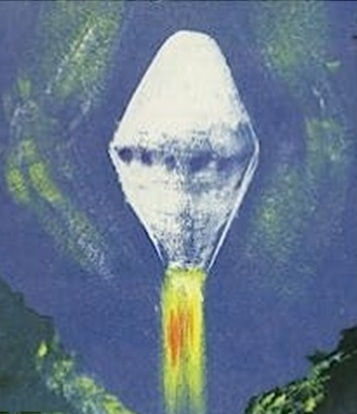
Mô tả UFO Cash–Landrum của Kathy Schuessler trên bìa cuốn sách năm 1998 của chồng cô, John.

Sự kiện Cash–Landrum là một vụ nhìn thấy UFO khả nghi ở Mỹ vào năm 1980, mà các nhân chứng cho rằng đã gây ra thiệt hại về sức khỏe và tài sản. Đây là một trường hợp khác thường đối với loại báo cáo UFO như vậy, điều này dẫn đến các thủ tục tố tụng dân sự tại tòa án; vụ việc kết thúc do tòa án bác đơn kiện vì không đủ bằng chứng đáng tin cậy.

## Diễn biến
Tối ngày 29 tháng 12 năm 1980, Betty Cash, Vickie Landrum và cháu trai bảy tuổi của Vickie là Colby Landrum đang lái chiếc Oldsmobile Cutlass của Cash về nhà ở Dayton, Texas sau khi đi ăn tối. Tiếp đến, họ kể rằng, vào khoảng 9 giờ tối, lúc đang lái xe trên con đường hai làn biệt lập trong rừng cây rậm rạp, bất chợt họ nhìn thấy ánh sáng phía trên một số cây và lần đầu tiên họ nghĩ rằng đó là một chiếc máy bay đang tiến đến gần Sân bay Liên lục địa Houston (cách đó khoảng 35 dặm).
Vài phút sau trên những con đường ngoằn ngoèo, họ nhìn thấy thứ mà họ tin là thứ ánh sáng lúc này, nhưng lại nghĩ giờ đã lại gần hơn và trông sáng hơn rất nhiều. Họ nói rằng nó đến từ một vật thể hình kim cương khổng lồ, lơ lửng ngang tầm ngọn cây và phần đế đang tỏa ra ngọn lửa và nhiệt lượng đáng kể. Landrum bảo Cash dừng xe lại, sợ rằng họ sẽ bị đốt cháy nếu đến gần hơn. Là một Kitô hữu theo phái tái sinh, cô giải thích vật đó là dấu hiệu của hiện tượng Giêsu tái lâm, nói với Colby, "Đó là Chúa Giêsu. Ngài sẽ không làm tổn thương chúng ta đâu." Cash cho biết cô rất lo lắng và đã tính đến việc quay đầu xe lại, nhưng vội từ bỏ ý định này, vì đường quá hẹp và cô đoán rằng chiếc xe sẽ bị dính đầy bùn đất mềm do trời đổ mưa tối hôm đó.
Cash và Landrum nói rằng họ đã ra khỏi xe để xem xét đối tượng, nhưng Colby đã vô cùng sợ hãi, và vì vậy Landrum nói rằng cô ấy nhanh chóng quay lại xe để an ủi cậu bé. Cash vẫn ở bên ngoài, "bị mê hoặc bởi cảnh tượng kỳ lạ", như Jerome Clark viết. Ông cho biết vật thể này sáng chói và có màu bạc kim loại mờ, hình dạng giống như một viên kim cương khổng lồ thẳng đứng có kích thước bằng cả tháp nước Dayton, với phần trên và phần dưới của nó được cắt bỏ để chúng phẳng hơn là nhọn. Những ánh sáng nhỏ màu xanh lam đổ vòng ở trung tâm, và định kỳ trong vài phút tiếp theo, ngọn lửa bắn ra khỏi đáy, bùng phát ra bên ngoài, tạo ra hiệu ứng của một hình nón lớn. Mỗi khi ngọn lửa tan đi, UFO lại trôi đi vài bước về phía đường. Nhưng khi ngọn lửa bùng lên một lần nữa, vật thể lại bay lên một khoảng tương tự."
Họ cho biết sức nóng đủ mạnh để làm cho phần thân kim loại của chiếc xe bị đau khi chạm vào. Cash cho biết cô đã phải dùng áo khoác để bảo vệ tay mình không bị bỏng do tay nắm cửa khi lên xe trở lại. Khi cô chạm vào vô lăng, Landrum khẳng định tay cô đã ấn vào lớp nhựa vinyl mềm, để lại dấu ấn rõ ràng vài tuần sau đó. Các nhà điều tra đã trích dẫn nó như một bằng chứng trong lời kể của họ; thế nhưng lại không có bức ảnh nào về nó còn tồn tại. Họ nói rằng vật thể sau đó bay lên trên các ngọn cây, và bay lên cao hơn trên bầu trời, và sau đó một nhóm máy bay trực thăng tiếp cận nó, bao quanh nó với đội hình chặt chẽ. Cash và Landrum đã đếm được 23 chiếc trực thăng này, và về sau xác định một số trong số đó là những chiếc Boeing CH-47 Chinook có cánh quạt song song được các lực lượng quân sự trên toàn thế giới sử dụng. Khi con đường hiện đã thông thoáng, Cash nói rằng cô đã lái xe tiếp tục, tự nhận chính mắt mình nhìn thấy vật thể thoáng qua và máy bay trực thăng đang lùi dần về phía xa.
Từ khi nhìn thấy vật thể đầu tiên cho đến khi nó rời đi, họ cho biết cuộc chạm trán kéo dài khoảng 20 phút. Dựa trên những mô tả được đưa ra trong cuốn sách của John F. Schuessler về vụ việc, có vẻ như họ đã đi về hướng nam trên đường cao tốc FM 1485/2100 của bang Texas khi họ tuyên bố đã nhìn thấy vật thể. Vị trí ban đầu của vật thể được báo cáo, dựa trên các mô tả tương tự, nằm ngay phía nam của Đường nội địa, rơi vào tọa độ khoảng 30°05′33″B 95°06′39″T / 30,0926°B 95,1109°T.

## Truyền thông đưa tin
Vụ việc đều được cả báo chí lá cải và các hãng truyền thông chính thống đưa tin:
- Năm 1981, Landrum góp mặt trên That's Incredible!, một chương trình truyền hình nổi tiếng của đài ABC. Cô bị thôi miên trước khán giả trường quay; rồi trong tình trạng thôi miên đã thực tình kể lại sự kiện UFO này.
- Landrum và Cash đều xuất hiện trên chương trình truyền hình đặc biệt của Mỹ năm 1989 mang tên UFO Cover Up? Live!, do Mike Farrell làm MC, tại đây họ kể lại câu chuyện của mình về cuộc gặp gỡ UFO có chủ đích, cũng như các vấn đề y tế và cuộc chiến pháp lý sau đó.
- Sự kiện Cash–Landrum cũng được mô tả trên các chương trình truyền hình Unsolved Mysteries[5] và Sightings.
- Năm 2009, Colby xuất hiện trong chương trình UFO Hunters: Alien Fallout.

## Cash và Landrum qua đời
Cash qua đời ở tuổi 69 vào ngày 29 tháng 12 năm 1998, 18 năm sau khi cho biết mình có cuộc tiếp xúc cự ly gần.
Landrum mất ngày 12 tháng 9 năm 2007, bảy ngày trước sinh nhật lần thứ 84 của mình.

## Điều tra

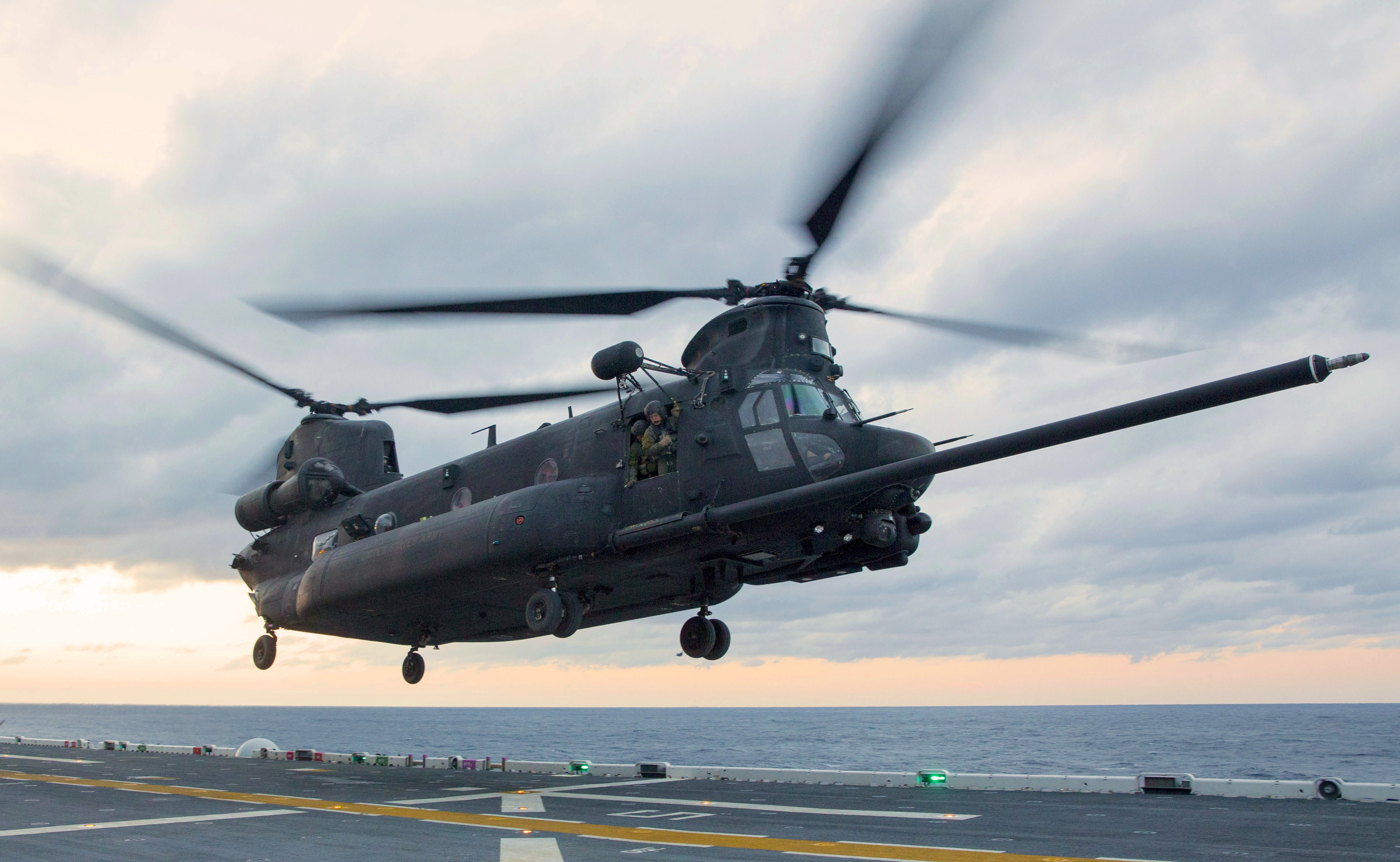
Boeing CH-47 Chinook màu đen, tương tự như chiếc trực thăng mà Cash và Landrum nhìn thấy.

Landrum đã điện thoại cho một số cơ quan và quan chức chính phủ Mỹ về vụ chạm trán này. Khi bà gọi điện cho NASA thì được NASA hướng dẫn gặp kỹ sư hàng không vũ trụ của NASA là John Schuessler, người đã quan tâm đến UFO từ lâu. Cùng với một số cộng sự từ nhóm nghiên cứu UFO dân sự Mạng lưới UFO Song phương (MUFON), Schuessler bắt đầu nghiên cứu về trường hợp này, và sau đó đã viết các bài báo và một cuốn sách về chủ đề này. Nhà thiên văn học Allan Hendry thuộc Trung tâm Nghiên cứu UFO (CUFOS) cũng đã điều tra ngắn gọn trường hợp Cash–Landrum. Do sự hiện diện của trực thăng Chinook, các nhân chứng cho rằng có ít nhất một nhánh của quân đội Mỹ đã chứng kiến vật thể này, nếu họ không hộ tống hoặc truy đuổi nó. Tuy nhiên, các nhà điều tra không tìm thấy bằng chứng nào liên hệ trực thăng với bất kỳ nhánh nào của quân đội.
Năm 1994, nhà hoài nghi UFO Steuart Campbell cho rằng các nhân chứng có thể đã quan sát thấy ảo ảnh của Canopus, nằm chính xác cùng chiều với con đường, du cho nó ở dưới 26° so với đường chân trời tại thời điểm và vị trí đó.
Các nhà nghiên cứu UFO khác chỉ ra rằng bức xạ ion hóa năng lượng cao có thể gây thiệt hại cho con người, chẳng hạn như bức xạ gamma, không gây ra phóng xạ từ vật thể và không để lại bất kỳ chất phóng xạ nào còn sót lại trong khu vực này.
Tương tự, nhà UFO học người Anh theo chủ nghĩa hoài nghi là Peter Brookesmith còn viết: "Đối với giới nghiên cứu UFO, trường hợp này có lẽ là khó hiểu và đáng thất vọng nhất trong thời hiện đại, vì những gì bắt đầu bằng bằng chứng chắc chắn cho một hiện tượng nổi tiếng khó nắm bắt được nằm trong mê cung của những ngõ cụt, sự phủ nhận, và thậm chí có thể là sự quanh co chính thức."
Tháng 12 năm 2018, Brian Dunning đã điều tra vụ việc và báo cáo những phát hiện của mình trên podcast Skeptoid. Ông phát hiện ra rằng các ghi chép từ bác sĩ điều trị cho Cash rằng chứng rụng tóc của cô ấy là do bệnh tự miễn dịch alopecia areata, các triệu chứng khác của Cash có thể là do bệnh tật bắt đầu trước khi sự việc xảy ra, và căn bệnh được ghi nhận duy nhất của Landrum là đục thủy tinh thể ở một mắt.